# Nigel Short
Nigel David Short (Leigh, 1º giugno 1965) è uno scacchista britannico, grande maestro.
È stato sfidante di Garri Kasparov per il titolo mondiale della Professional Chess Association (PCA) nel 1993 e vicepresidente della FIDE dall'ottobre del 2018 al giugno del 2022.

## Carriera

### Bambino prodigio
Nasce a Leigh, un sobborgo di Wigan, all'epoca nel Lancashire e oggi Greater Manchester.
Impara gli scacchi a 5 anni guardando il padre che gioca con il fratello maggiore.
Si appassiona seguendo l'incontro Fischer-Spasskij a Reykjavik nel 1972.
Sale alla ribalta a soli 10 anni battendo Viktor Korčnoj in un'esibizione in simultanea.
A dodici anni diviene in assoluto il più giovane partecipante al campionato di scacchi britannico.
A quattordici arriva primo alla pari con John Nunn e Robert Bellin conquistando la prima norma di Maestro Internazionale, 
e divenendo ad Hastings nel 1979/80 il secondo più giovane Maestro Internazionale dopo Henrique Mecking.
Dal 1980 al 1983 partecipa a quattro campionati del mondo giovanili e nel 1980 a Dortmund ottiene il suo miglior risultato arrivando secondo dietro a Garry Kasparov.
Nel 1984 diventa il più giovane Grande Maestro fino ad allora.

### Candidato al titolo mondiale
Già dall'anno successivo Short inizia a partecipare alle varie fasi del torneo dei candidati al titolo mondiale ma senza fortuna. 
Ci riprova nel 1987/88 ma è solo nel 1993 che agli interzonali di Manila arriva terzo alla pari con Viswanathan Anand e dietro a Vasyl' Ivančuk e Boris Gelfand.
Supera Boris Gelfand (+4 =2 −2) negli ottavi e Jonathan Speelman nei quarti.
In semifinale si scontra con il leggendario Anatolij Karpov battendolo (+4 =4 −2); uno scontro che fu definito "la fine di un'era". 
Nella finale supera l'olandese Jan Timman (+5 =5 −3) e conquista il diritto di sfidare il campione in carica, Garry Kasparov.

Quando il presidente della FIDE Florencio Campomanes, senza tener conto dell'opinione dei giocatori, decretò che la sede dell'incontro fosse Manchester, i due sfidanti formarono una nuova organizzazione alternativa alla FIDE, la PCA Professional Chess Association.
L'incontro per il titolo, sponsorizzato dal giornale The Times, ebbe luogo a Londra nel settembre-ottobre 1993 e fu vinto da Kasparov (+6 −1= 14).
Nel 1995 fu battuto nelle semifinali del torneo dei candidati di Linares da Gata Kamsky.

## Campionati e tornei vinti
- Campionato britannico nel 1984, 1987 e 1988
- Campionato inglese nel 1991
- Campionato del Commonwealth a Bombay nel 2004 e nel 2006
- Campionato dell'Unione europea a Liverpool nel 2006
- Genova 1979
- Amsterdam OHRA 1982
- Baku 1983, Esbjerg 1984,
- Wijk aan Zee 1986 e 1987
- Reykjavík (1987)
- Amsterdam VSB 1988, 1991, 1992 e 1993
- Hastings  1987/88 e 1988/89
- Pärnu e Groninga 1996
- Tallinn 1998
- Dacca, Shymkent e Pamplona  1999
- Pechino 2000
- Malmö 2002
- Gibilterra 2003, 2004 e 2012
- Budapest e Skanderborg 2003
- Taiwan 2004

Ha inoltre sempre fatto parte della squadra inglese nelle Olimpiadi degli scacchi e nel Campionato del mondo a squadre.
Ha raggiunto il suo punteggio Elo più alto nell'aprile del 2004 con 2.712 punti.

## Altri dati biografici
Ha scritto molti articoli in svariati quotidiani britannici. 
È allenatore di alcune giovani promesse e della squadra nazionale della Repubblica Islamica dell'Iran. Dal giugno 2006 è presidente dell'Associazione scacchisti del Commonwealth.
Vive attualmente ad Atene con la moglie di origine greca e due figli. È considerato il più forte scacchista britannico del XX secolo. È tuttora in attività ad alto livello in campo internazionale. Ha una passione per il cricket.